# Acinodendron nervosum
Acinodendron nervosum là một loài thực vật có hoa trong họ Mua. Loài này được (Sm.) Kuntze mô tả khoa học đầu tiên năm 1891.